# Escut de Salto
L'escut de Salto, departament de l'Uruguai, va ser aprovat el 27 de juny de 1927. Presenta un oval, el camp superior esquerre del qual és blanc, amb un sol naixent d'or, i enmig del mateix una enclusa, un martell i un feix de vares.
El seu quarter superior dret és atzur amb una imatge de Minerva que sosté en la seva mà dreta el Destí; l'inferior, d'argent, presenta una cascada. L'oval està envoltat per una branca d'olivera (a la dreta) i una de roure (a l'esquerra). Sobre l'oval hi ha una llegenda, "Salto".